# نمایندگی دایمی ارمنستان در شورای اروپا
نمایندگی دایمی ارمنستان در شورای اروپا ((ارمنی: Եվրոպայի խորհրդում Հայաստանի մշտական ներկայացուցչություն، آوانگاری: Yevropayi khorhrdum Hayastani mshtakan nerkayats’uts’ch’ut’yun)؛ انگلیسی: Armenia Permanent Representative to the Council of Europe) ارمنستان در استراسبورگ می‌باشد. هم‌اکنون آرمن پاپیکیان ریاست نمایندگی را برعهده دارد.
روند الحاق ارمنستان به شورای اروپا در سال ۱۹۹۵ آغاز شد. در ۲۶ ژانویه ۱۹۹۶، مجلس ملی جمهوری ارمنستان به عنوان مدعو ویژه در مجمع پارلمانی شورای اروپا پذیرفته شد. در ۹ نوامبر ۲۰۰۰، طبق تصمیم شماره ۲۰۰۰/۱۳ کمیته وزیران، ارمنستان دعوتنامه عضویت در شورای اروپا را دریافت کرد و در ۲۵ ژانویه ۲۰۰۱ به عضویت کامل درآمد.

## پیشین
- کریستیان تر-استپانیان[الف][۱] (۲۰۰۱–۲۰۰۸)
- زهراب مناتسکانیان (۹ ژوئن ۲۰۰۸–۱۵ سپتامبر۲۰۱۱)
- آرمن پاپیکیان (۲۲ سپتامبر ۲۰۱۱–۱۴ ژوئن ۲۰۱۶)
- بارویر هوهانیسیان[۲] (۲۰۱۶–۲۰۲۱)
- آرمان خاچاطریان[۳] (۲۰۲۱-۲۰۲۴)
- آرمن پاپیکیان (۲۰۲۴-اکنون)

## مشخصات
- آدرس:
- تلفن: +

## یادداشت
1. ↑  Քրիստիան Տեր-Ստեփանյան